# Liste der Biografien/Pald
Liste der Biografien |
Portal Biografien |
Personensuche
# |
A |
B |
C |
D |
E |
F |
G |
H |
I |
J |
K |
L |
M |
N |
O |
P |
Q |
R |
S |
T |
U |
V |
W |
X |
Y |
Z |
?
 
Pa |
Pc |
Pe |
Pf |
Ph |
Pi |
Pj |
Pk |
Pl |
Pm |
Pn |
Po |
Pr |
Ps |
Pt |
Pu |
Pv |
Pw |
Py
 
Paa |
Pab |
Pac |
Pad |
Pae |
Paf |
Pag |
Pah |
Pai |
Paj |
Pak |
Pal |
Pam |
Pan |
Pao |
Pap |
Paq |
Par |
Pas |
Pat |
Pau |
Pav |
Paw |
Pax |
Pay |
Paz
 
Pala |
Palb |
Palc |
Pald |
Pale |
Palf |
Palg |
Palh |
Pali |
Palj |
Palk |
Pall |
Palm |
Paln |
Palo |
Palp |
Pals |
Palt |
Palu |
Palv |
Paly |
Palz
Die Liste der Biografien führt alle Personen auf, die in der deutschsprachigen Wikipedia einen Artikel haben. Dieses ist eine Teilliste mit 8 Einträgen von Personen, deren Namen mit den Buchstaben „Pald“ beginnt.

## Pald

### Palda
- Paldamus, Friedrich Christian (1763–1806), deutscher reformierter Theologe und Geistlicher
- Paldamus, Hermann (1805–1854), deutscher Altphilologe und Gymnasiallehrer
- Paldanius, Oskari (* 2007), finnischer Tennisspieler
- Paldanius, Sofia (* 1979), schwedische Kanutin
- Paldauf, Katharina († 1675), Opfer eines Hexenprozesses

### Palde
- Palder, Gerhard, deutscher Schauspieler und Sprecher

### Paldi
- Paldiel, Mordecai (* 1937), US-amerikanischer Historiker

### Paldu
- Paldum, Hanka (* 1956), jugoslawische Folk- und Sevdah-SängerinHanka Paldum (* 1956)

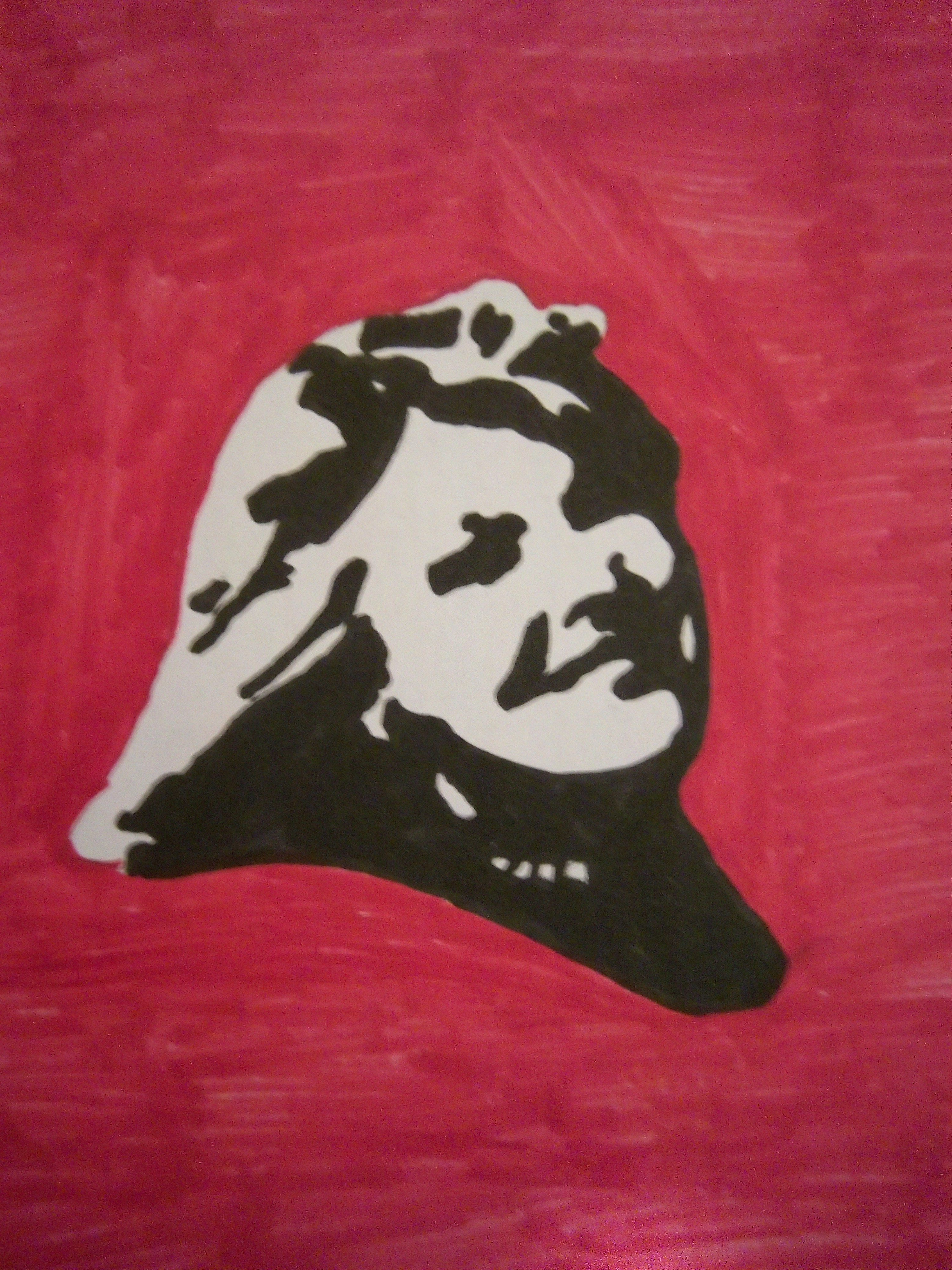
Hanka Paldum (* 1956)